# Dennstaedtia spinosa
Dennstaedtia spinosa là một loài thực vật có mạch trong họ Dennstaedtiaceae. Loài này được Mickel miêu tả khoa học đầu tiên năm 1968.